# Державна служба України з питань безпечності харчових продуктів та захисту споживачів
Державна служба України з питань безпечності харчових продуктів та захисту споживачів (Держпродспоживслужба) — утворена у вересні 2014 на базі Державної ветеринарної та фітосанітарної служби і приєднанням до Служби, що утворилася, Державної інспекції з питань захисту прав споживачів і Державної санітарно-епідеміологічної служби.

## Статус
На Службу покладені:
- функції з реалізації державної політики, які виконували органи, що припинилися (крім функцій з реалізації державної політики у сфері племінної справи у тваринництві, у сфері гігієни праці та функцій із здійснення дозиметричного контролю робочих місць і доз опромінення працівників),
- функції із здійснення державного контролю (нагляду) за дотриманням вимог щодо формування, встановлення та застосування державних регульованих цін;
- здійснення державного нагляду (контролю) у сфері туризму та курортів;
- функції з реалізації державної політики у галузі ветеринарної медицини, карантину та захисту рослин;
- функції зі здійснення контролю за виконанням фітосанітарних заходів;
- реалізація державної політики у сферах безпечності та окремих показників якості харчових продуктів;
- реалізація державної політики у галузях санітарного законодавства, санітарного та епідемічного благополуччя населення;
- здійснення метрологічного нагляду;
- контроль факторів середовища життєдіяльності людини, що мають шкідливий вплив на здоров'я населення;
- контроль додержання законодавства про захист прав споживачів.

Діяльність Служби спрямовується і координується безпосередньо Кабінетом Міністрів України. Зокрема, під час карантину 2020 року структурі наказали перевіряти ринки, магазини, кафе, навчально-виховні заклади, громадський транспорт та об'єкти критичної інфраструктури на дотримання протиепідемічних правил, та доповідати про порушення безпосередньо в Кабінет Міністрів.

## Історія Держпродспоживслужби / Держветфітослужби
Колишня Держа́вна ветерина́рна та фітосаніта́рна служ́ба Украї́ни (Держветфітослужба України) (колишні — Державний комітет ветеринарної медицини, Державна інспекція з карантину рослин та Державна інспекція захисту рослин) — центральний орган виконавчої влади України, діяльність якого спрямовувалася Кабінетом Міністрів України через Міністерство аграрної політики та продовольства України.
Держветфітослужба України входила до системи органів виконавчої влади і забезпечує реалізацію державної політики у галузі ветеринарної медицини, безпечності харчових продуктів, сферах карантину та захисту рослин, охорони прав на сорти рослин, державного нагляду (контролю) за племінною справою у тваринництві. Голова Державної ветеринарної та фітосанітарної служби України — Головний державний інспектор ветеринарної медицини України — Горжеєв Володимир Михайлович.
Функції
Указом Президента України «Про оптимізацію системи центральних органів виконавчої влади» Державний комітет ветеринарної медицини України реорганізовано в Державну ветеринарну та фітосанітарну службу України. На службу покладено функції з реалізації державної політики у сфері охорони прав на сорти рослин.
Голова
З 01 лютого 2024 року Сергій Петрович Ткачук призначений на посаду Голови Державної служби України з питань безпечності харчових продуктів та захисту споживачів (розпорядження Кабінету Міністрів України від 30 січня 2024 року № 63-р "Про призначення Ткачука С. П. Головою Державної служби України з питань безпечності харчових продуктів та захисту споживачів").
04 листопада 2020 р. Уряд призначив Магалецьку Владиславу Валеріївну Головою Держпродспоживслужби (розпорядження Кабінету Міністрів України від 04 листопада 2020 р. № 1369-р "Про призначення Магалецької В. В. Головою Державної служби України з питань безпечності харчових продуктів та захисту споживачів"). А 16 лютого 2022 р. Магалецьку Владиславу Валеріївну звільнено з посади Голови Державної служби України з питань безпечності харчових продуктів та захисту споживачів за власним бажанням.
23 грудня 2010 р. Указом Президента України № 1181/2010 Головою Державної ветеринарної та фітосанітарної служби України був призначений Бісюк Іван Юрійович. 8 червня 2012 року Івана Бісюка було призначено заступником Міністра аграрної політики та продовольства України
8 червня 2012 року головою Державної ветеринарної та фітосанітарної служби України був призначений Горжеєв Володимир Михайлович.
Володимир Горжеєв народився 26 січня 1955 року у місті Бориспіль Київської області. У 1977 році закінчив Українську ордена Трудового Червоного Прапора сільськогосподарську академію за спеціальністю «Ветеринарія», отримав кваліфікацію ветеринарного лікаря. Кандидат ветеринарних наук, Заслужений працівник ветеринарної медицини України.
Заступники:
Осіян Олег Володимирович, перший заступник Голови Держпродспоживслужби
Крейтор Андрій Андрійович, заступник Голови Держпродспоживслужби
Кустуров Володимир Борисович, заступник Голови (виконує повноваження Головного державного ветеринарного інспектора України)
Чайковський Вадим Миколайович, заступник Голови (виконує повноваження Головного державного фітосанітарного інспектора України)
Захарін Сергій Володимирович, заступник Голови з питань цифрового розвитку, цифрових трансформацій і цифровізації
Структура
- Департамент безпечності харчових продуктів та ветеринарної медицини
- Департамент фітосанітарної безпеки, контролю в сфері насінництва та розсадництва
- Управління цифрового розвитку, цифрових трансформацій і цифровізації
- Відділ організації санітарно-епідеміологічних розслідувань
- Відділ розгляду звернень громадян та доступу до публічної інформації
- Відділ координації безперервного професійного розвитку
- Сектор оцінки ризиків
- Департамент захисту споживачів
- Управління контролю за регульованими цінами
- Управління фінансів та бухгалтерського обліку
- Управління економічної діяльності
- Адміністративне управління
- Відділ господарського забезпечення
- Управління правового забезпечення
- Управління кадрового забезпечення
- Управління міжнародного співробітництва
- Сектор державних закупівель
- Відділ взаємодії з громадськістю та ЗМІ
- Відділ внутрішнього аудиту
- Відділ з питань запобігання та виявлення корупції
- Відділ організаційного забезпечення діяльності
- Відділ інформаційно-аналітичного забезпечення та контролю

## Запуск Держпродспоживслужби
Відповідно до розпорядження Кабінету міністрів України від 6 квітня 2016 року № 260-р «Питання Державної служби з питань безпечності харчових продуктів та захисту споживачів» Держпродспоживслужба офіційно розпочала роботу і приступила до виконання функцій.